# Nectandra aurea
Nectandra aurea är en lagerväxtart som beskrevs av J.G. Rohwer. Nectandra aurea ingår i släktet Nectandra och familjen lagerväxter. Inga underarter finns listade i Catalogue of Life.